# Ісаєв Андрій Іванович
Андрій Іванович Іса́єв (нар. 10 жовтня 1960, Красноярськ) — український художник; член Спілки художників України з 1992 року та Хмельницького мистецького об'єднання «Плоский рів» з 1995 року.

## Біографія
Народився 10 жовтня 1960 року у місті Красноярську (нині Росія). 1990 року закінчив Одеське художнє училище (педагог з фаху — Віталій Алікберов).
Живе у місті Хмельницькому, в будинку на вулиці Театральній № 46, квартира 68.

## Творчість
Працює в галузі живопису і графіки. Серед робіт:
- «Загубити одне — значить загубити друге» (1989);
- «Час бути особистістю» (1990);
- «Спадщина» (1990);
- «Не хлібом єдиним…» (1991);
- «Хода звірів» (1995, оргаліт, темпера);
- «Жертвоприношення» (1997);
- «Портрет з осінню» (2001).

У Хмельницькому створив:
- монументально-декоративний розпис у молодіжному центрі «Проскурів»;
- розписи у Палаці дитячої та юнацької творчості[3].

Брав участь у мистецьких виставках з 1990-х років.

## Відзнаки
Лауреат
- І-ї і ІІІ-ї премій на Міжнародному конкурсі плакату «Заради життя на землі» (1989);
- двох премій на Всесоюзному конкурсі молодих плакатистів (1990);
- заохочувальної премії на І-му Всесоюзному конкурсі плаката «Людина, природа, майбутнє» (1990);
- Міжреспубліканського конкурсу «Людина — творець перебудови» (1989)[4].